# 車道溝駅
座標: 北緯39度56分53秒 東経116度17分38秒 / 北緯39.947923度 東経116.293818度
車道溝駅（しゃどうこうえき）は、中華人民共和国北京市海淀区に位置する北京地下鉄10号線の駅。

## 駅構造
島式ホーム1面2線を有する地下駅。

## 歴史
- 2012年12月30日 - 開業。

## 隣の駅
北京地下鉄
■10号線
慈寿寺駅 - 車道溝駅 - 長春橋駅